# Kłonica
Kłonica – część wozu konnego.

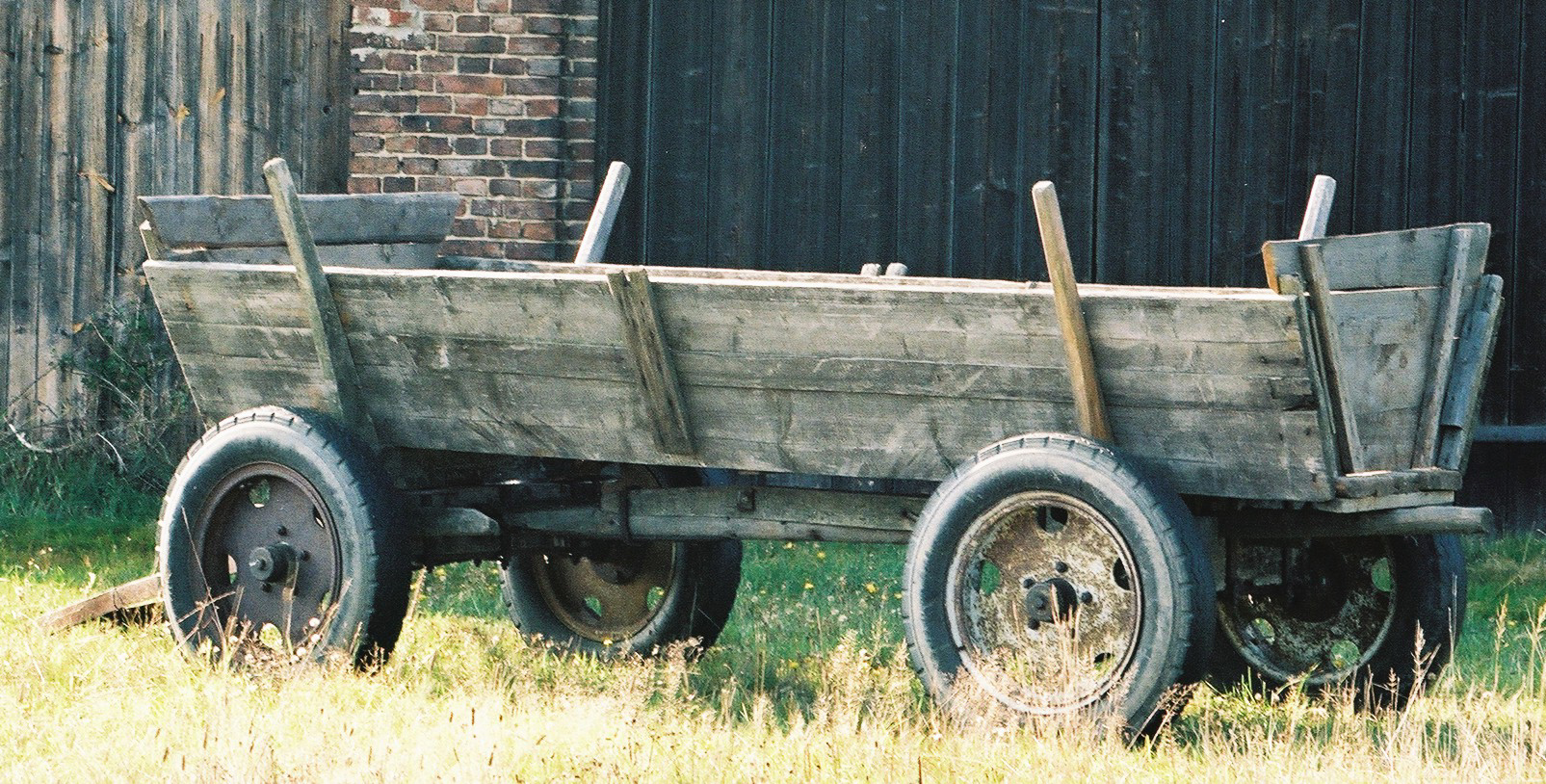
Kłonice utrzymujące boki skrzyni ładunkowej w wozie konnym

W wozie były cztery kłonice. Utrzymywały one we właściwym położeniu drabiny, półkoszki lub gnojówki. Miały one formę drążków o przekroju kwadratowym lub prostokątnym. Wykonane były z drewna dębowego, brzozowego lub grabowego.
Obecnie nazwa „kłonica” oznacza rodzaj zabezpieczenia ładunku w postaci pionowych listew. Stosowany w towarowych wagonach kolejowych (platforma kłonicowa) i samochodach ciężarowych (platforma, przyczepa kłonicowa). Służy do zabezpieczania długich ładunków w rodzaju rur, profili metalowych, pni drzew itp. Zaletą jest mała masa kłonic i łatwy dostęp do przewożonego towaru.